# Nachttrein

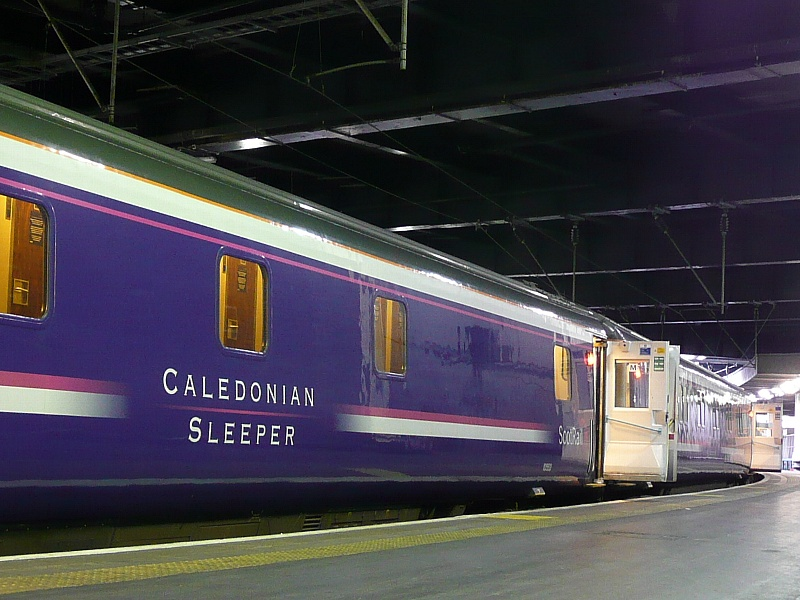
De Caledonian Sleeper in Londen voor vertrek naar Schotland

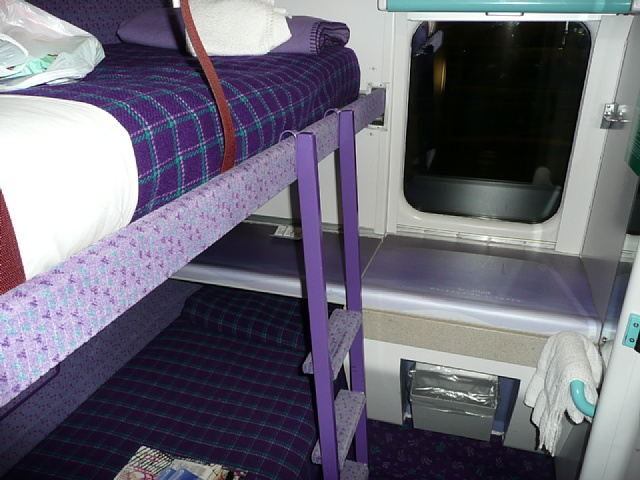
Interieur van een tweepersoons compartiment in de Caledonian Sleeper

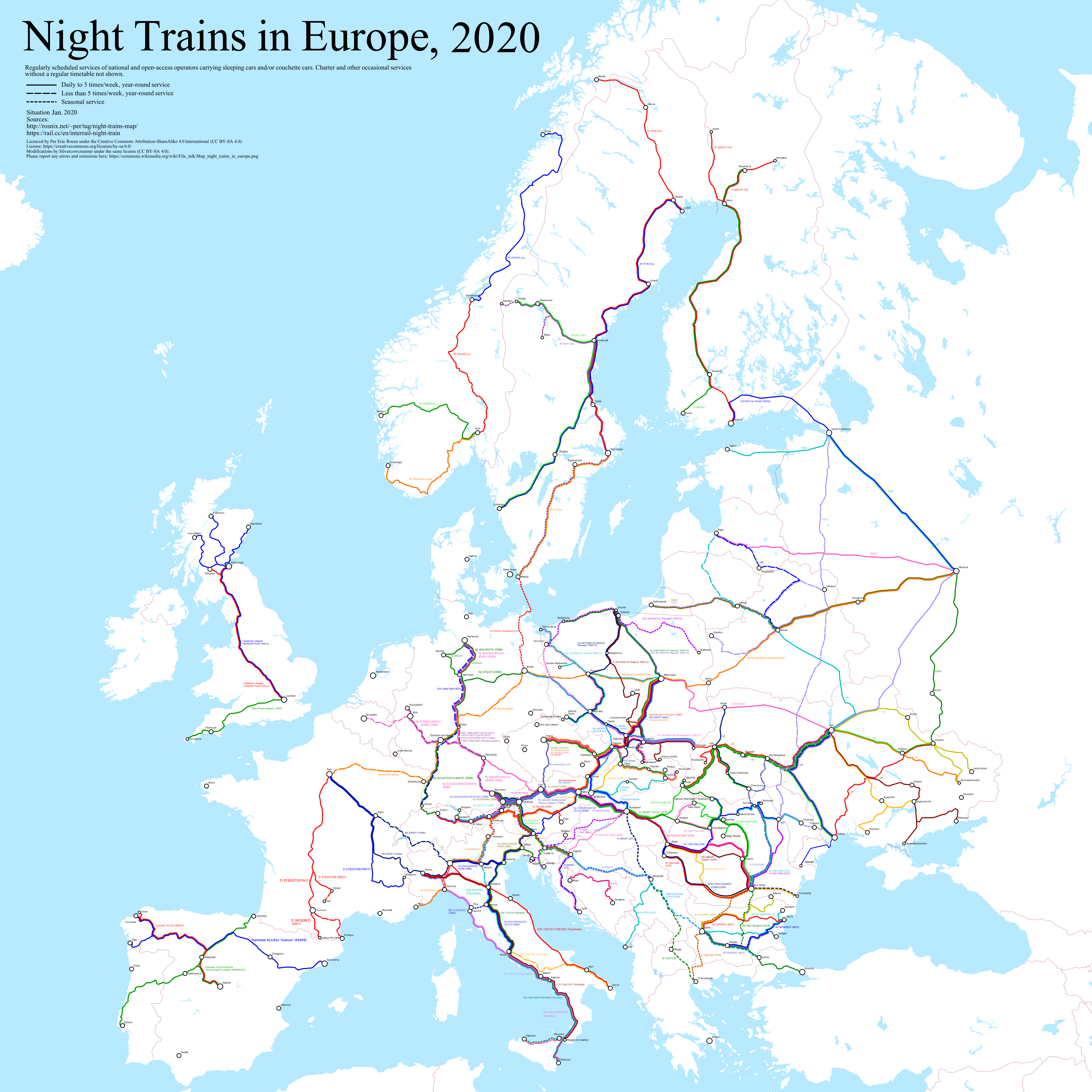
Nachttreinen in Europa, 2020

Een nachttrein is een trein die 's nachts een verbinding onderhoudt voor personenvervoer. In veel nachttreinen rijden slaap- en ligrijtuigen mee en deze worden dan ook wel slaaptrein genoemd. Er bestaan ook nachttreinen met uitsluitend zitaccommodatie.

## Geschiedenis
De eerste nachttreinverbindingen ontstonden in het midden van de negentiende eeuw. Zij stelden reizigers in staat om tijd te winnen door 's nachts te reizen. In de Verenigde Staten begon de Pullman Company met het bouwen van vaak luxueuze slaaprijtuigen. Een grote doorbraak in Europa kwam in 1876 met de oprichting van de Compagnie Internationale des Wagons-Lits (et des Grands Express Européens) door de Belgische ingenieur Georges Nagelmackers. Nachttreinen met comfortabele en soms zeer luxueuze slaapwagens werden ingezet om belangrijke Europese steden met elkaar te verbinden, met als bekendste voorbeeld de Oriënt-Express. Begin van de twintigste eeuw ontstond de firma Mitropa, die zich tot grote tegenhanger van de Wagon-Lits ontwikkelde.
Tot het einde van de 20e eeuw drongen de slaaprijtuigen vanuit de Sovjet-Unie door tot alle uithoeken van West- en Zuid-Europa, zoals Madrid, Rome, Athene. Deze slaaprijtuigen werden onderweg aan de diverse nachttreinen gekoppeld om hun bestemming te bereiken. In deze tijd hadden de meeste nachttreinen veel eindbestemmingen die bereikt werden door het veelvuldig combineren en splitsen van de diverse nachttreinen onderweg. Op deze manier werden met een beperkt aantal treinen veel directe verbindingen aangeboden.
Met de opening van hogesnelheidslijnen werden veel nachttreinen afgeschaft omdat de kortere reistijd overdag de vraag naar nachttreinen verminderde. Ook het toegenomen aanbod van goedkope vliegreizen wordt als oorzaak genoemd.

### Over zee
Soms worden de slaaprijtuigen meegenomen op een spoorpont. In enkele gevallen is deze afgeschaft wegens aanleg van een tunnel of brug. Zo hebben er tot 1980 nachttreinen gereden tussen Londen en Brussel / Parijs; deze verbinding heette The Night Ferry; het traject van de veerboot was Dover – Duinkerken. Ook op de verbinding Duitsland – Kopenhagen werden de slaaprijtuigen tot 1997 op veerboten gezet tussen Puttgarden en Rødbyhavn. In Europa worden alleen de nachttreinen tussen Sicilië en het vasteland van Italië nog dagelijks op veerboten vervoerd. In de zomer rijdt er ook een nachttrein tussen Berlijn en Malmö die per veerboot tussen Sassnitz in Duitsland en Trelleborg in Zweden wordt vervoerd.

## Materieelsoorten
Er rijden in een nachttrein verschillende rijtuigen met verschil in comfort. Er zijn:
- Slaaprijtuigen, hierin vindt men compartimenten met maximaal drie bedden en een wastafel. Er zijn luxere compartimenten die naast een wastafel over een eigen douche en toilet beschikken. In het Frans heten ze voiture-lits of wagon-lits en hebben de UIC-afkorting WL.
- Ligrijtuigen of couchettes, minder comfortabel dan slaaprijtuigen. Er zijn compartimenten met slaapbanken voor vier of zes personen, in twee rijen boven elkaar.
- Zitrijtuigen, zoals ook in een dagtrein worden gebruikt. Soms kunnen de stoelen schuin worden neergeklapt, om te kunnen slapen.

Voor een plaats in een zitrijtuig is alleen de ritprijs verschuldigd. Reizigers in een lig- of slaaprijtuig betalen een toeslag en krijgen lakens en dekens. Er worden bij veel nachttreinen geen toeslagen meer gebruikt boven op de standaard vervoerprijs, maar aparte tarieven ("globale prijzen"), waarbij de normale vervoerbewijzen voor dagtreinen niet geldig zijn.
Een tussenvorm tussen een lig- en zitrijtuig was het Cabine-8 rijtuig met 12 compartimenten met elk 8 ligplaatsen (aan twee zijden vier boven elkaar), met elke ligplaats in een soort ligstoelvorm, maar dan niet verstelbaar. Er was alleen de ritprijs verschuldigd, net als in een zitrijtuig.

## Een compartiment
Een compartiment in een nachttrein heeft maximaal zes ligplaatsen.
| aantal plaatsen | rijtuigtype  | klas | benaming        |
| --------------- | ------------ | ---- | --------------- |
| 1               | slaaprijtuig | 1    | single, spécial |
| 2 (of 4†)       | slaaprijtuig | 1    | double          |
| 3 (of 6†)       | slaaprijtuig | 1, 2 | touriste        |
| 4 of 6          | ligrijtuig   | 1, 2 | couchette       |

† Door de scheidingswand tussen twee compartimenten weg te klappen.
De banken kunnen worden omgeklapt naar zitplaatsen, zodat het rijtuig overdag bruikbaar is. Dit wordt vooral toegepast in treinen die meerdere dagen onderweg zijn, maar het is ook van belang als de nachtreis langer duurt dan acht uur. In de praktijk wordt een slaap- of ligrijtuig zelden gebruikt voor treindiensten die geheel overdag plaatsvinden.
Meestal hebben de reizigers gereserveerde plaatsen. De regel is dat de zitplaats bij het raam overeenkomt met de bovenste ligplaats, maar in de praktijk worden de zit- en ligplaatsen in onderling overleg verdeeld.
In tegenstelling tot bij een hotelkamer worden de lig- en slaapplaatsen per persoon gereserveerd, niet per compartiment. Wie alleen reist zal het compartiment dus met vreemden moeten delen. Bij slaapplaatsen zijn de seksen gescheiden. Gemengde gezelschappen moeten het hele compartiment reserveren.
Het eerste cijfer van het plaatsnummer (of eerste twee cijfers, als er tien of meer compartimenten zijn) is het compartimentnummer. De even nummers zijn, gezien vanuit het gangpad, rechts. De plaatsen 5 en 6 zijn boven (in een zitrijtuig bij het raam), de plaatsen 1 en 2 zijn beneden. De plaatsen 3 en 4 kunnen ontbreken. Dit leidt tot de volgende indeling:
| zitplaats                           | ligplaats                 | 1                 | 2                 | 3                 | ... |
| ----------------------------------- | ------------------------- | ----------------- | ----------------- | ----------------- | --- |
| bij het raam midden bij het gangpad | boven midden (evt.) onder | 15 16 13 14 11 12 | 25 26 23 24 21 22 | 35 36 33 34 31 32 | ... |

Zijn er slechts twee of drie plaatsen per compartiment, dan geldt dezelfde nummerindeling, maar is er een scheidingswand tussen de oneven en even nummers. In dat geval zijn dus 11 en 12 niet meer in hetzelfde compartiment. Soms is het echter mogelijk de scheidingswand weg te klappen (de wand wordt tegen een van de toegangsdeuren geklapt), zodat er een compartiment met vier of zes plaatsen ontstaat.

## Reisduur en nachtrust
Over het algemeen wenst een reiziger circa acht uur aan een stuk te slapen. Terwijl men overdag liefst zo snel mogelijk op zijn bestemming wil zijn, zal een nachtreiziger liever pas aankomen als hij uitgeslapen is. Midden in de nacht overstappen wordt niet op prijs gesteld. Verder geldt, vooral voor onervaren reizigers, dat lawaai en rustverstoring niet gewenst zijn. De spoorwegen houden daar rekening mee.
Een slaaptrein zal onderweg minder stoppen dan een dagtrein. Een tussenstop midden in de nacht verstoort de nachtrust van de reizigers die verder willen reizen. Bovendien willen maar weinig reizigers midden in de nacht in- of uitstappen en zijn veel stations 's nachts gesloten. Stopt de trein om de machinist af te lossen, dan gebeurt dat vaak op een rustiger plek, dus buiten een (lawaaierig) station.
Sommige treinen worden onderweg gesplitst en gecombineerd voor verschillende bestemmingen. Voordeel is dat de reizigers kunnen blijven liggen, nadeel is dat deze werkzaamheden lawaai maken, de trein stoot ruw heen en weer, en dat verstoort weer de nachtrust.
Legt de trein een vrij kort traject af, waarvoor minder dan acht uur nodig is, dan kunnen de reizigers ruim voor vertrek instappen of blijft de trein na aankomst een geruime tijd aan het perron staan. Ook komt het voor dat de trein langzamer rijdt dan nodig is.

## Langeafstands-dag/nachttreinen
In Rusland en Oekraïne rijden er verschillende langeafstandstreinen, die meerdere dagen en nachten nodig hebben om hun eindbestemming te bereiken. De dag- en nachttreinen op de Trans-Siberische spoorlijn (Moskou – Vladivostok) doen er meer dan een week over om de eindbestemming te bereiken.
Dit geldt ook voor de Volksrepubliek China, waar de afstanden eveneens groot zijn. Naast gesloten 4-persoons en open 6-persoons compartimenten hebben Chinese treinen ook zitplaatsen. Voor al deze plaatsen moet worden gereserveerd. Wie geen reservering kan bemachtigen voor deze plaatsen kan een kaartje zonder plaatsreservering kopen, maar moet dan in de (overvolle) zitrijtuigen in het gangpad staan. Verder is het mogelijk dat men midden in de nacht moet overstappen en zijn overstapwachttijden van enkele uren normaal. Dit kan een (langere) treinreis bijvoorbeeld voor senioren en reizigers met (kleine) kinderen tot een beproeving maken.
De langeafstandstreinen in de Verenigde Staten, Canada, Australië en Zuid-Afrika lijken meer op luxe cruiseschepen op wielen voor toeristen, dan op treinen met een vervoerfunctie. Dat geldt ook voor de Eastern & Oriental Express die door Thailand, Laos en Maleisië rijdt.

## Geschiedenis van internationale nachttreinen vanuit Nederland en België

### Bloeiperiode en opheffing (tot 2016)

#### België
Tot 2003 vertrokken er meerdere reguliere nachttreinen vanuit België, waaronder de Oost-West-Express naar Moskou via Berlijn en Warschau. Het aanbod verschraalde echter jaar na jaar. Zo reed de dagelijkse nachttrein naar Rome in 1994 enkel nog in de maanden juli en augustus.
Er waren de Freccia del Sole naar Rimini / Ancona, de Camino Azul naar Port Bou, de Nord Express van Oostende naar Kopenhagen, de Donauwalzer naar Wenen, de Azur Express naar Ventimiglia, de Freccia del Tirreno naar Rome, De Bizcaya Express naar Bordeaux / Biarritz, de Flandres Roussillon Express naar Narbonne, de Camino Pyrénées naar Toulouse / Narbonne, de Pyrénées Express naar Toulouse / Tarbes, de France Alp Express naar Bourg-Saint-Maurice, de Alpina Express naar Brig, Chur, Sierre, de Ski Express naar San Candido, de nachttrein naar Venetië / Florence enzovoort. Niet alle nachttreinen reden dagelijks, sommige waren seizoensgebonden en reden op wekelijkse basis.
De Franse spoorwegmaatschappij SNCF stopte in 2000 haar samenwerking met de NMBS voor de uitbating van de Franse autotreinen, waardoor deze volledig in handen kwamen te liggen van de NMBS. Bressoux, Denderleeuw en Schaarbeek waren het vertrekpunt van de autoslaaptreinen naar Bordeaux, Biarritz, Tarbes en Fréjus (Frankrijk), Saint-Maurice (Zwitserland), Salzburg en Villach (Oostenrijk).
In 2003 schafte de NMBS de nachttreinen af om zich toe te spitsen op hogesnelheidstreinen.
Van 2005 tot en met 2015 reed er opnieuw een nachttrein vanuit Brussel, de Treski, naar Zell am See, alleen tijdens de skivakanties. De Bergland Express van The Train Company was een gelijkaardige nachttrein naar de skigebieden. In 2004 vertrok de Jan Kiepura naar Warschau voor een korte periode opnieuw uit Brussel. Van december 2007 tot december 2008 vertrokken er ook CityNightLine-nachttreinen naar Duitsland: de Andromeda (Hamburg - Brussel - Parijs) en Perseus (Berlijn - Brussel - Parijs).

#### Nederland
Vanuit Nederland hebben veel internationale verbindingen bestaan, mede dankzij de strategische ligging op de routes naar Engeland. Naast de verbindingen met belangrijke steden ontstonden door de opkomst van het toerisme ook verbindingen met bekende badplaatsen en kuuroorden. Er reden ook nachttreinen naar plaatsen als Genua en Marseille, waar aansluiting bestond op de bootdienst naar Nederlands-Indië. Zo werd de reiziger de omweg per schip via de Straat van Gibraltar bespaard.
Met de opkomst van de auto en vooral het vliegtuig verdwenen aan het einde van de 20e eeuw geleidelijk steeds meer verbindingen. Toch kon men in het jaar 2000 per nachttrein naar steden als Parijs, Berlijn, Praag en Milaan reizen.
Naar Milaan reed de Overnight Express, een nachttrein waar ook vracht mee werd vervoerd. Tot en met 2003 reed er een nachttrein tussen Amsterdam en Parijs. Tot 2002 stopte deze trein ook in België te Antwerpen en Brussel om passagiers in en uit te laten stappen. In de zomer van 2003 reed de trein door België zonder stationnement. In de jaren voor opheffing reed de trein alleen in het zomerseizoen.
Nadat NS Internationaal in 2003 besloot met de exploitatie van internationale nachttreinen te stoppen, werden alle verbindingen opgeheven, met uitzondering van de relaties Amsterdam – Kopenhagen / Berlijn – Praag / Warschau – Minsk – Moskou, die tot december 2014 werden gereden door EuroNight (Minsk en Moskou tot december 2012), en Amsterdam – Zürich / München, die door CNL tot 9 december 2016 werden voortgezet. CNL richtte zich uitsluitend op nachttreinen bestaande uit modern materieel. 's Zomers werd het aanbod uitgebreid met autoslaaptreinen en 's winters met verbindingen naar de wintersportgebieden. In december 2007 werd het aanbod sterk uitgebreid, in december 2008 weer iets ingekrompen. De slaaptreinen van CNL werden onderweg gesplitst, zodat de rijtuigen van één trein uiteindelijk naar verschillende bestemmingen gingen.

### Voorzichtige heropleving (vanaf 2020)
De situatie was dus dat sinds 2003 enkel nog occasioneel winterse skitreinen reden, vanaf 2016 helemaal niet meer vanuit België maar wel nog vanuit Nederland.

#### Uitbreiding van het Nightjet-net
De trend boog om nadat de Oostenrijkse spoormaatschappij ÖBB het overblijvende nachttreinennet CityNightLine van de Duitse spoorwegen DB overnam, onder de naam Nightjet begon uit te baten en zelfs weer uit te breiden.
Vanaf januari 2020 werd de Nightjet vanuit Dusseldorf als proef tweemaal per week vervangen en verlengd tot een verbinding Brussel - Wenen / Innsbruck.
Na een onderbreking door de coronacrisis ging deze weer rijden vanaf mei 2021, driemaal per week, maar enkel nog met de eindbestemming Wenen. Gelijktijdig werden de dagelijkse verbindingen Amsterdam – Wenen en Amsterdam - München - Innsbruck ingevoerd. Deze Nightjet-rijtuigen uit Amsterdam worden in Keulen-West driemaal per week gekoppeld aan de Nightjet-rijtuigen uit Brussel, en daarna in Neurenberg aan de Nightjet uit Hamburg. In Neurenberg gebeurt tevens de opsplitsing in treindelen naar Wenen en Innsbruck.
Vanaf december 2023 is er een Nightjet Brussel - Berlijn.

#### Intrede van nieuwe spelers (vanaf 2021)
In 2021 gingen een aantal nieuwe initiatieven van start, los van de nationale spoormaatschappijen:
GreenCityTrip rijdt vanaf 15 oktober 2021 afwisselend op 3 assen naar zes eindbestemmingen: Praag, Wenen en Innsbruck - Milaan / Verona - Venetië. Vertrekstations zijn Breda - Rotterdam - Den Haag - Amsterdam - Utrecht en Arnhem. Deze treinreizen zijn enkel te boeken als combinatie van retourticket en hotel ter plaatse. Vanaf april 2022 wil men de bestemmingen Kopenhagen - Göteborg en Florence toevoegen. De zestien Duitse rijtuigen zijn van Train Charter Services, waarvan acht couchetterijtuigen met zespersoonscoupés, zes couchetterijtuigen met vierpersoonscoupés en twee rijtuigen met tweepersoonsslaapcabines.
European Sleeper en de Tsjechische treinmaatschappij RegioJet plannen vanaf april 2022 driemaal per week een nachttrein naar Berlijn, Praag en Warschau via Oostende - Gent - Brussel - Antwerpen - Rotterdam - Amsterdam.

#### Nachttrein van Arriva
In de nacht van 16 op 17 december 2022 is Arriva gestart met nachtverbindingen. Deze treinen rijden zaterdagochtend van Maastricht en Groningen naar Schiphol vice versa. Voor deze treinen is een reservering verplicht via de app van Arriva (Glimble). Het tarief is 10 euro, ongeacht waar men instapt. De verbinding vanuit Groningen heeft vertraging opgelopen door de buitendienststelling van de Hanzelijn en reed pas sinds de nacht van 20 op 21 januari 2023. Vanaf de nacht van 14 op 15 maart 2025 kwam er in de nacht van vrijdag op zaterdag een extra rit tussen Zwolle en Schiphol bij, die later ook in de nacht van zaterdag op zondag zal rijden.
Overzicht:
| Serie            | Treinsoort          | Route | Bijzonderheden                                    |
| ---------------- | ------------------- | --- | ------------------------------------------------- |
| Nachttrein 32710 | Nachttrein (Arriva) | Maastricht – Sittard – Roermond – Weert – Eindhoven Centraal – 's-Hertogenbosch – Utrecht Centraal – Amsterdam Bijlmer ArenA – Amsterdam Centraal – Schiphol Airport | Rijdt alleen in de nacht van vrijdag op zaterdag. |
| Nachttrein 32740 | Nachttrein (Arriva) | Zwolle – Lelystad Centrum – Almere Centrum – Amsterdam Centraal – Schiphol Airport                                                                                   | Rijdt alleen in de nacht van vrijdag op zaterdag. |
| Nachttrein 32780 | Nachttrein (Arriva) | Groningen – Assen – Zwolle – Lelystad Centrum – Almere Centrum – Amsterdam Centraal – Schiphol Airport                                                               | Rijdt alleen in de nacht van vrijdag op zaterdag. |

## Frankrijk

### Huidige nachttreinen in Frankrijk
De SNCF zet nacht-intercités in op twee binnenlandse assen tussen Parijs (station Austerlitz) en Zuid-Frankrijk, naar vijf bestemmingen (status zomer 2021):
Naar het noorden/westen:
- Parijs - München - Wenen
- Parijs - Berlijn

Naar het zuiden:
- Parijs - Rodez - Albi (Occitanië)
- Parijs - Toulouse - Perpignan - Argelès-sur-Mer - Portbou (het overstapstation in de oostelijke Pyreneeën voor de klassieke trein naar Barcelona), met fietsvervoer[22]
- Parijs - Latour-de-Carol (Pyreneeën)
- Zürich - Lyon - Barcelona

Naar het zuidoosten:
- Parijs - Gap - Briançon (Alpen)
- Parijs - Marseille - Cannes - Nice (Azurenkust) is in 2021 opnieuw opgestart met vernieuwde rijtuigen (met Wi-Fi en fietsvervoer[23]).

Die renovatie van rijtuigen was een investering van €100 miljoen.
Ook de nachttrein Parijs - Tarbes - Hendaye (westelijke Pyreneeën, en overstapstation naar West-Spanje en Portugal) zal volgens het plan van de SNCF vanaf december 2021 opnieuw opgestart worden met vernieuwde rijtuigen.
De Franse transportminister wil, op basis van een studie uit 2021, tegen 2030 in totaal 10 Franse assen met nachttreinen. Dit is een ware trendbreuk nadat de voorbije decennia de investeringen vooral naar het radiale TGV-net gingen, ten koste van IC en met een kaalslag voor de nachttreinen. De studie selecteerde vier prioritaire nachttrein-assen tussen de verschillende regio's van Frankrijk waar nu een goede verbinding ontbreekt:
- Nantes - Bordeaux - Marseille - Nice
- Brest - Tours - Lyon - Annecy
- Rijsel - Dijon - Marseille - Nice
- Rijsel - Parijs - Toulouse - Perpignan

### Opgeheven nachttreinen naar Spanje
Van en naar Spanje reden er tot 15 december 2013 Talgo-nachttreinen die aan de Spaans-Franse grens van het Spaanse breedspoor naar het normaalspoor omgespoord werden. De nachttreinen zijn grotendeels vervangen door hogesnelheidstreinen tussen Barcelona en Frankrijk. Die rijden onder het Elipsos-samenwerkingsverband.
De volgende diensten werden gereden:
- Madrid – Parijs: Francisco de Goya, treinhotel Elipsos, reed elke dag
- Barcelona – Parijs: Joán Miró, treinhotel Elipsos, reed elke dag
- Barcelona – Zürich: Pau Casals, treinhotel Elipsos, reed in de zomer elke dag en in de winter drie dagen per week
- Barcelona – Milaan: Salvador Dali, treinhotel Elipsos, reed in de zomer elke dag en in de winter drie dagen per week

### Opgeheven nachttreinen naar Italië
In samenwerking met de Italiaanse spoorwegen werden met name in de jaren 80 en 90 nachttreinen tussen Frankrijk en Italië uitgebaat. Vanaf 1995 gebeurde dit onder de naam Artesia.
De volgende diensten werden gereden:
- Stendhal: Paris Gare de Lyon - Torino - Milano Centrale
- Rialto: Paris Gare de Lyon - Venezia Santa Lucia
- Galilei: Paris Gare de Lyon - Firenze SMN
- Palatino: Paris Gare de Lyon - Roma Termini